# Giro della Provincia di Reggio Calabria 1954
Il Giro della Provincia di Reggio Calabria 1954, quindicesima edizione della corsa, si svolse il 28 marzo 1954 su un percorso di 232 km, con partenza e arrivo a Reggio Calabria. La vittoria fu appannaggio dell'italiano Giuseppe Minardi, che completò il percorso in 7h00'50", alla media di 34,536 km/h, precedendo i connazionali Fausto Coppi e Bruno Monti.

## Ordine d'arrivo (Top 10)

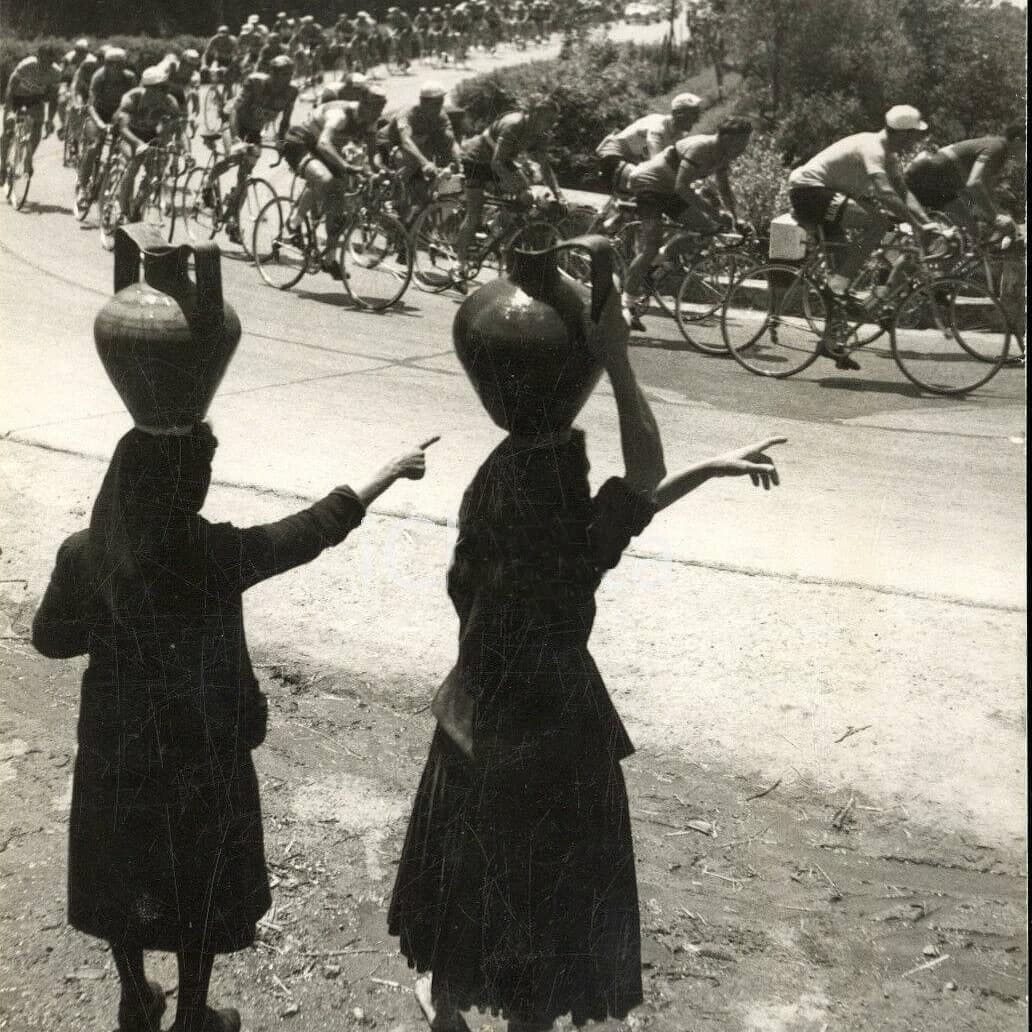
Due donne che osservano il passaggio del gruppo

| Pos. | Corridore        | Squadra         | Tempo    |
| ---- | ---------------- | --------------- | -------- |
| 1    | Giuseppe Minardi | Legnano         | 7h00'50" |
| 2    | Fausto Coppi     | Bianchi-Pirelli | s.t.     |
| 3    | Bruno Monti      | Arbos-Bubba     | a 2'32"  |
| 4    | Giorgio Albani   | Legnano         | a 5'27"  |
| 5    | Bruno Landi      | Fiorelli        | s.t.     |
| 6    | Mauro Gianneschi | Arbos-Bubba     | s.t.     |
| 7    | Luciano Maggini  | Atala-Pirelli   | a 6'55"  |
| 8    | Fiorenzo Magni   | Nivea-Fuchs     | s.t.     |
| 9    | Ettore Milano    | Bianchi-Pirelli | s.t.     |
| 10   | Alfredo Martini  | Atala-Pirelli   | s.t.     |